# 神奈川朝鮮人学校事件
神奈川朝鮮人学校事件（かながわちょうせんじんがっこうじけん）とは、1951年（昭和26年）6月13日に神奈川県横浜市神奈川区で発生した暴動事件。

## 事件の概要
1951年（昭和26年）6月13日午前11時より、横浜市立青木小学校分校（現在の横浜朝鮮初級学校）で、神奈川県下の朝鮮人学校PTA主催の連合運動会が開かれた。
午後3時30分頃になり、警備をしていた横浜市警察の警察官に対して、「なぜ棍棒とピストルを持ってきたのか、場外に出てくれ」と騒ぎ始めた。そして、参加者の一人が警察官に対して暴力をふるったため、公務執行妨害で検挙しようとしたところ、これを妨害しようとして2時間近くも大乱闘となった。
その後、午後6時に一旦解散となったが、約500人が横浜市警察本部に殺到し、「吉田の犬を倒せ！」「検束者を釈放せよ！」と叫び気勢をあげた。
当時の横浜市警察本部は横浜駅東口にあり、ちょうどラッシュアワーの時間帯であったため、通勤通学客がごった返し大混乱に陥った。横浜市警は約1000人の警察官を動員し、午後8時までに解散させた。その際に公安条例違反容疑で28人を検挙した。